# Marchal (kommunhuvudort)
Marchal är en kommunhuvudort i Spanien.   Den ligger i provinsen Provincia de Granada och regionen Andalusien, i den södra delen av landet, 300 km söder om huvudstaden Madrid. Marchal ligger 937 meter över havet och antalet invånare är 377.
Terrängen runt Marchal är huvudsakligen kuperad, men åt sydost är den platt. Runt Marchal är det ganska glesbefolkat, med 34 invånare per kvadratkilometer. Närmaste större samhälle är Guadix, 5,7 km öster om Marchal. Omgivningarna runt Marchal är i huvudsak ett öppet busklandskap.